# План де Брун (Долина Аосте)
План де Брун је насеље у Италији у округу Долина Аосте, региону Долина Аосте.
Према процени из 2011. у насељу је живело 126 становника. Насеље се налази на надморској висини од 508 м.